# Polydictya limbata
Polydictya limbata är en insektsart som först beskrevs av Olivier 1791.  Polydictya limbata ingår i släktet Polydictya och familjen lyktstritar. Inga underarter finns listade i Catalogue of Life.